# 崔子樞
崔子枢（？—580年），博陵郡安平县（今河北省安平县）人，北齐政治人物。
崔子枢是崔鉴玄孙，崔秉曾孙，安平忠男崔仲哲之孙，崔长瑜之子。他好文词经辩，博学有才干。在北齐，担任考功郎中，参议五礼，待诏文林馆。兼散骑常侍。出使北周还，担任通直散骑常侍，兼知度支。崔子枢明世务，所居称职。因有受贿风闻，被御史弹劾，遇赦而免。在北周，官至上士。北周末年，参与尉迟迥举兵反对杨坚的行动，被诛杀。